# Ophiopogon acerobracteatus
Ophiopogon acerobracteatus là một loài thực vật có hoa trong họ Măng tây. Loài này được R.H.Miao ex W.B.Liao, J.H.Jin & W.Q.Liu mô tả khoa học đầu tiên năm 2007.